# Ben Shepherd

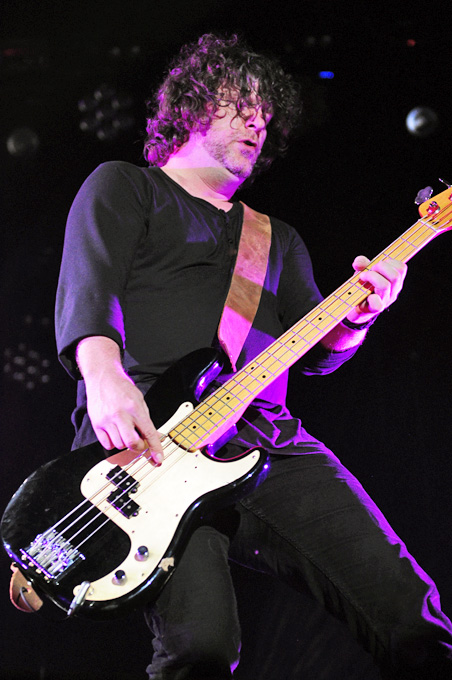
Ben Shepherd Live im McCallum Park

Hunter Benedict „Ben“ Shepherd (* 20. September 1968 in Okinawa, Japan) ist ein US-amerikanischer Bassist. Er wurde bekannt als Mitglied der Band Soundgarden.

## Frühes Leben
Ben Shepherd wurde in einer Militärbasis bei Okinawa, Japan geboren, da sein Vater beim Militär war. Er wuchs jedoch in Bainbridge Island auf. Bereits in den 80er Jahren spielte er in Garagenbands Rockmusik. Er gründete Bands namens 600 School, March of Crimes, Tic Dolly Row, Mind Circus und Episode. Er war früher auch als Roadie bei Nirvana tätig und war als deren Rhythmusgitarrist im Gespräch.

## Karriere

### Soundgarden
Nachdem Hiro Yamamoto und Jason Everman (Ex-Nirvana) die Position nicht länger füllen konnten, stieß Ben Shepherd zur Band. Er spielte erstmals auf dem 1991 erschienenen Album Badmotorfinger mit, war an zwei Liedern am Schreibprozess beteiligt und schrieb zwei weitere Lieder allein. 1994 gelang der Band mit dem Album Superunknown der endgültige Durchbruch. 1996 erschien noch das Album Down on the Upside, ehe sich die Band ein Jahr später auflöste.

### Hater & Wellwater Conspiracy
Nebenbei trat 1993 sein erstes Solo-Projekt Hater durch ein selbstbetiteltes Debütalbum in Erscheinung. Bei Hater waren unter anderem Matt Cameron und John McBain beteiligt. Mit genau diesen beiden gründete er im selben Jahr auch die Band Wellwater Conspiracy, welche er 1998 nach einem Studioalbum (Declaration of Conformity, 1997) verließ. Hater traten bis 1997 auf, veröffentlichten 2005 ein längst aufgenommenes, zweites Studioalbum (The 2nd) und gaben 2005 und 2008 je kurze Live-Wiedervereinigungen.

### Andere Projekte
Ben Shepherd war 1997 und 1998 auch an den Desert Sessions beteiligt, welche von den Ex-Kyuss Mitgliedern Josh Homme und Brant Bjork ins Leben gerufen wurden. 2000 spielte er auf einem Lied von Tony Iommis Soloalbum Iommi mit. Es heißt Into The Night und wird von Billy Idol gesungen. Schlagzeuger bei diesem Lied war sein ehemaliger Bandkollege Matt Cameron. 2001 spielte er auf dem Album Field Songs von Mark Lanegan Bass, Gitarre und Klavier. 2005 gründete er die Band Unkmongoni, die jedoch kein Material veröffentlichte.

### Soundgarden Wiedervereinigung
Am 1. Januar 2010 kündigten Soundgarden ihre Wiedervereinigung an. Auch Shepherd war von der Partie. Sie traten am 16. April 2010 in Seattle unter dem Anagramm Nudedragons zum ersten Mal wieder live auf. 2012 erschien das Wiedervereinigungs-Album King Animal.

### Soloalbum
2013 veröffentlichte Shepherd unter seinen Initialen HBS das Soloalbum In Deep Owl, an dem er seit 2009 arbeitete.

## Privatleben
Im August 2010 sagte Shepherd in Interviews, er wäre obdachlos und müsse aktuell im Studio auf Sofas oder bei Freunden schlafen. Seine Freundin, mit der er eine Tochter hat, hatte ihn zuvor verlassen und er wäre „total pleite“. Er hätte alles Geld für sein Soloalbum (welches 2013 veröffentlicht wurde) ausgegeben. Zudem gab er zu, nach dem Ende von Soundgarden, Hater und Wellwater Conspiracy 1997 und 1998 alkohol- und schmerzmittelabhängig geworden zu sein.